# Macromolecular Reaction Engineering
Macromolecular Reaction Engineering (abrégé en Macromol. React. Eng.) est une revue scientifique mensuelle à comité de lecture qui publie articles de recherche dans le domaine de la chimie des polymères.
D'après le Journal Citation Reports, le facteur d'impact de ce journal était de 1,701 en 2010. Actuellement, les directeurs de publication sont Markus Antonietti, David L. Kaplan, Shiro Kobayashi, Kurt Kremer, Timothy P. Lodge, Han E. H. Meijer, Rolf Mülhaupt, Thomas P. Russell, Anthony J. Ryan, João B. P. Soares, Hans W. Spiess, Nicola Tirelli, Gerhard Wegner et Chi Wusont.